# فرش صلح
فرش صلح (English: Peace Carpet) که با عنوان فرش صلح و دوستی توسط  امین خسروی و تیم همراه در حال انجام می‌باشد، بافت یک قالیچه ای است که با هدف مخابره پیام صلح دوستی انسانها در سفر بافته می‌شود. گره(ایلمه)های این قالیچه توسط ۵۰ هزار انسان در سرتاسر کره زمین زده می‌شود. هر گره (ایلمه) نماد یک فرهنگ یا یک قوم و ملیت می‌باشد که در کنار یکدیگر واقع شده‌اند.

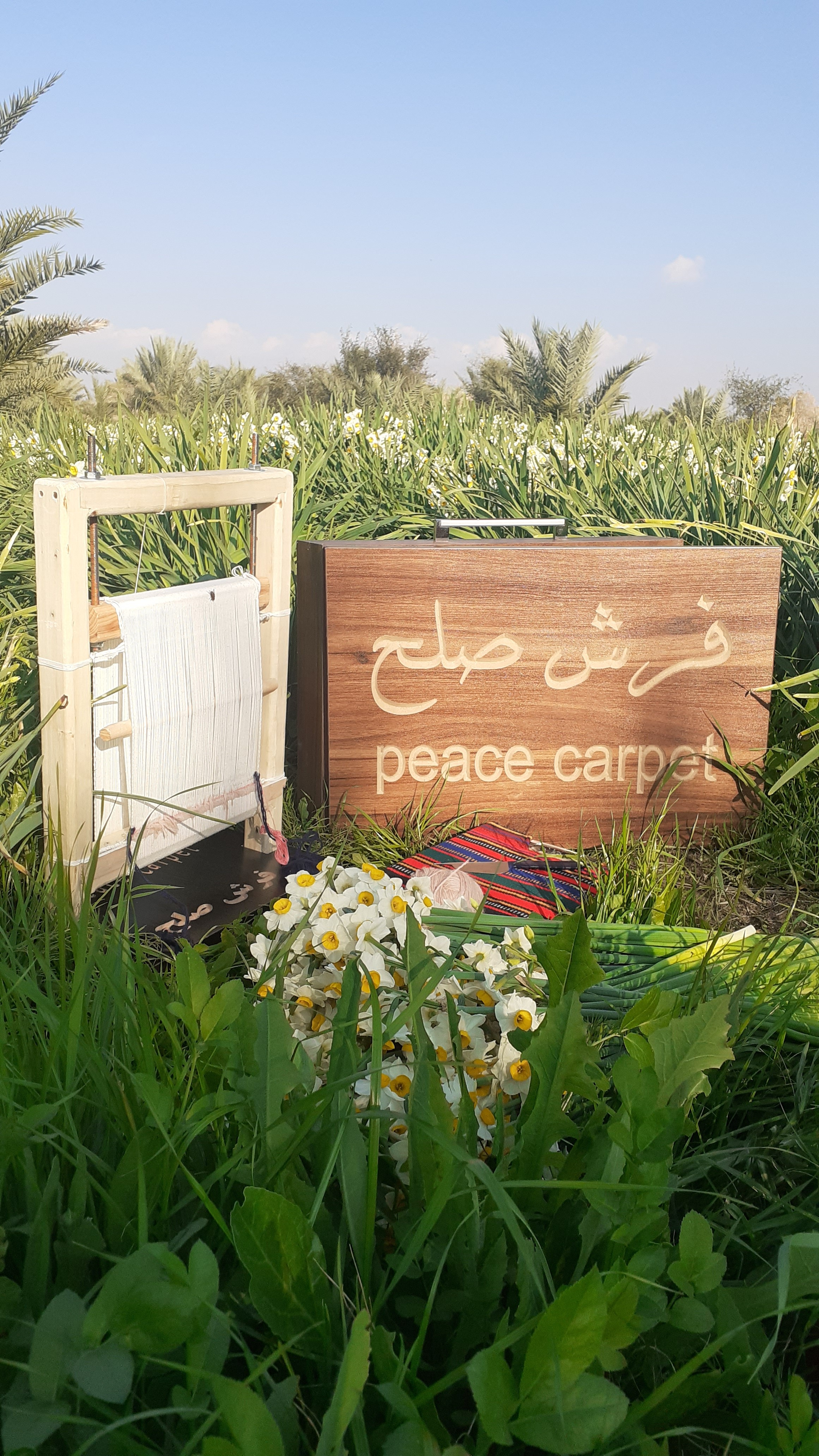
فرش صلح

## کلیات طرح فرش صلح
طرح فرش صلح پس از ارائه نقشه که کبوتر صلح می‌باشد، در یک دار قالی آماده شده و با شعار «سه شنبه‌های صلح» با سفر به نقاط مختلف به همه انسانها بدون در نظر گرفتن نوع قومیت و ملیت آنها و همچنین دعوت از چهره‌های فرهنگی، هنری، ورزشی، ادبی و … پس از آموزش فرش بافی، به آنها اجازه بافت و گره (ایلمه) زدن را می‌دهد و نام و مشخصات آنها در شناسنامه فرش صلح به ثبت می‌رسد.
در بافت فرش صلح که بیش از پنجاه هزار انسان در آن مشارکت می‌کنند هر گره نماد یک فرهنگ می‌باشد که در یک مجموعه واحد در کنار یکدیگر قرار گرفته‌اند و هدف از اجرای این طرح، مخابره پیام صلح دوستی انسانها به کل دنیا می‌باشد و بیانگر نزدیکی فرهنگ‌ها به یکدیگر می‌باشد و از تمام دنیا برای اتمام جنگ، دعوت به صلح و آرامش و دوستی می‌کند.

## محورهای طرح فرش صلح
فرش صلح و دوستی: بافت یک قالیچه با ۵۰ هزار گره (ایلمه) که با مشارکت۵۰ هزار انسان در سراسر کره زمین، انجام می‌شود که در روز جهاني صلح در برج میلاد و گره زنی توسط نماینده سازمان ملل متحد رونمایی شد. و اولین گره توسط پیرزنی صد ساله از ايل قشقايي به نام گلدسته علی برزی زده شد.
درخت صلح: همراه هر گره که بر فرش صلح زده می‌شود، یک نهال هم در باغچه‌های صلح در سراسر کشور ایران، با نام درخت صلح کاشته می‌شود. تمامی درخت‌های کاشته شده دارای شناسنامه با موقعیت دقیق جغرافیایی می‌باشند.
کتابخانه صلح: گروه فرش صلح در سفرهای خود که با نام سفرهای صلح انجام می‌شود، در روستاهای دورافتاده و محروم کتابخانه‌های کوچکی با نام کتابخانه صلح احداث می‌کنند.
پزشک صلح: گروه فرش صلح در بعضی از سفرهای خود که با همراهی پزشکان انجام می‌گیرد، در روستاهای محروم و دورافتاده به ویزیت بیماران به صورت رایگان اقدام می‌کند.

## مکان‌های سفر شده
تا کنون فرش صلح به مکانهای زیادی در سطح کشور سفر کرده و در آنها گره زده شده. از شمال تا جنوب ایران، از شرق تا غرب ایران، از کلیسای سنت استپانوس جلفا تا آتشکده مزرعه کلانتر از آرامگاه ابوعلی سینا تا خانه آذر یزدی از مسابقات اسب دوانی بندرترکمن تا زورخانه علمدار کرمانشاه

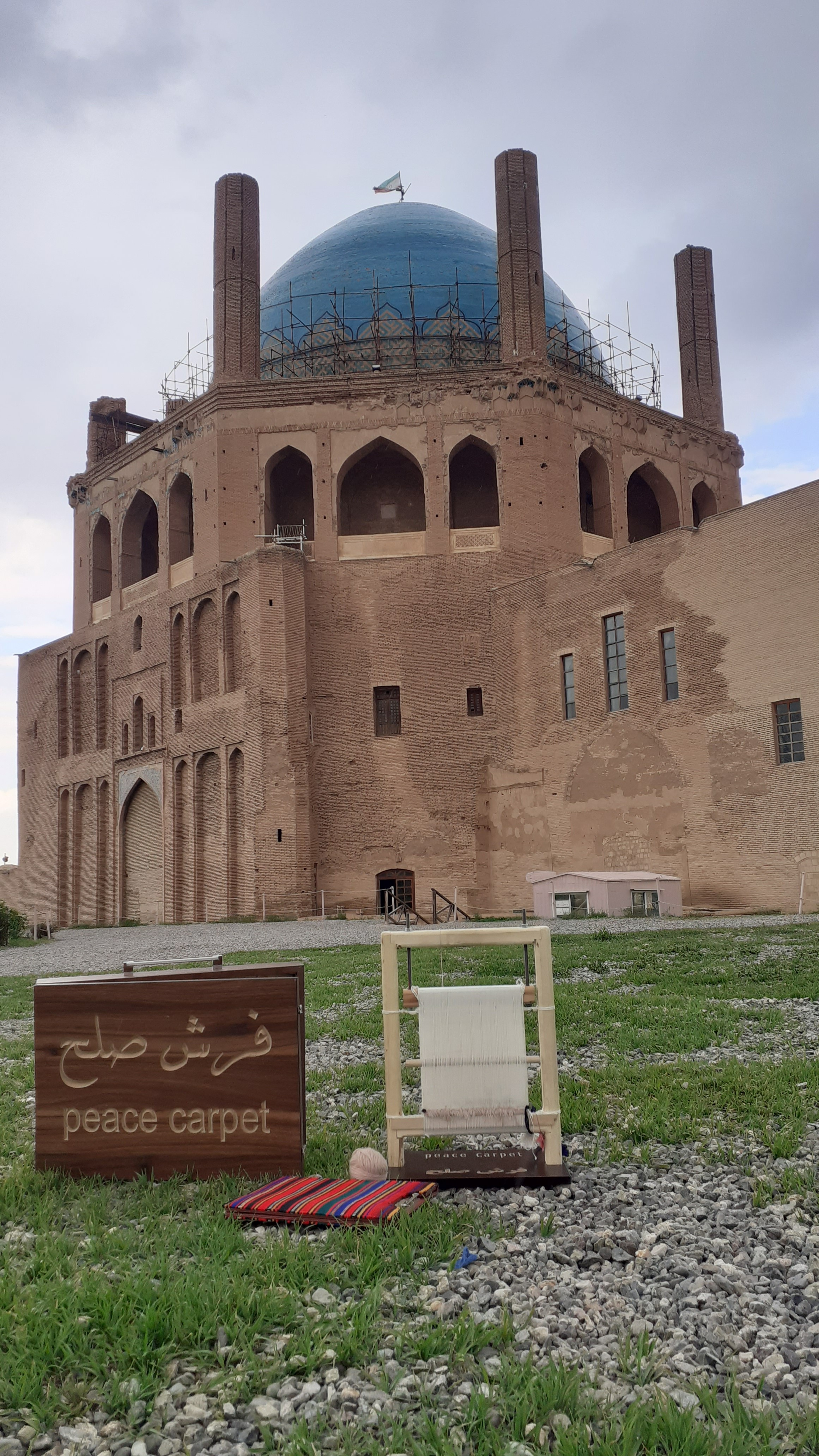
فرش صلح در گنبد سلطانیه

## شخصیت‌های مشارکت کننده
تا کنون چهره‌های زیادی بر فرش صلح گره (ایلمه) زده‌اند و به عنوان سفیران صلح و دوستی معرفی گردیده‌اند. از جمله نمایندگان سازمان ملل، استاد شفیعی کدکنی، رضا کیانیان، مهتاب کرامتی، سید علی صالحی، هادی چوپان، محمدعلی بهمنی، ژاله آموزگار و..

## کشورهای سفر شده
۱-کشور گرجستان
گروه فرش صلح در حال تدارک براي سفر به کل کره زمين مي باشند.